# Pandehave Å
Pandehave Å er en omkring fire kilometer lang å der løber  på grænsen mellem Helsingør  og Gribskov Kommuner på Nordsjælland. Den har sit udspring i vådområderne omkring Havreholm og  den afvandede Keldsø, hvor et område på 300 hektar i 2018 blev fredet. I det samme område har også Gurre Å, Esrum Å, og Keldsø Å deres udspring . Den løber mod nord, og munder ud i Øresund i Hornbæk Bugt ved Villingebæk mellem Dronningmølle og Hornbæk. Ved naturområdet Rusland får den et tilløb fra øst, der afvander vådområderne mellem Horneby og Klosterris Hegn. Det meste af åens løb ligger i Natura 2000-område nr. 132 Rusland og er udpeget som habitatområde.
Ådalen som Pandehave å løber  var for 7000 år siden  en fjordarm af Øresund.  Skråninger på begge sider af den brede dal afgrænser den tidligere fjord. Området var i 15-1600-årene påvirket af sandflugt, en katastrofe for landbruget her i Nordsjælland, men også mange andre steder i landet. Hele landskabet vest for Pandehave Å er præget af denne sandflugt, der hærgede overalt langs den nordsjællandske kyst. Hvor flyvesandet dengang lejrede sig, findes i dag et bakket landskab med lyng, enebærkrat, visse og spredte fyrretræer. Selve ådalen har engang været mere åben og præget af rigkær, enge og kildevæld, men har i dag udviklet sig til krat og skov i form af især birkeskov og stedvis også med yngre og ældre elle- og askeskov.
Ådalen er en del af en 2,6 km² stor naturfredning af Rusland og Pandehave Å der blev samlet i 1993 af 18 tidligere fredninger. 
Den nordlige del af åen kommer til at danne østgrænse for et af Nationalpark Kongernes Nordsjællands fragmenterede arealer.